# Linognathoides relictus
Linognathoides relictus är en insektsart som först beskrevs av Dubinin 1948.  Linognathoides relictus ingår i släktet Linognathoides och familjen ledlöss. Inga underarter finns listade i Catalogue of Life.